# Ixora
- Commons
- Wikispecies

Ixora L. é um género botânico pertencente à família Rubiaceae.  É conhecida popularmente como ixora ou alfinete. É um arbusto muito apreciado nas regiões de clima quente. Seu aspecto é compacto e suas folhas têm uma textura de couro. A floração ocorre na primavera e verão, e apresenta inflorescências com numerosas flores de coloração amarela, vermelha, branca, laranja ou cor-de-rosa. Pode ser cultivada isoladamente ou em maciços, sendo ótimas para esconder muros e muretas. Atrai polinizadores.
Deve ser cultivada sempre a pleno sol, e não é muito exigente em fertilidade, sendo bastante rústica. Dispensa maiores manutenções, mas deve ser regada a intervalos regulares. Multiplica-se por estacas e não tolera geadas.
A Ixora chinensis também é conhecida como ixora-chinesa, alfinete-gigante, ixora-vermelha e ixoria-chinesa.

## Sinonímia
| - Bemsetia Raf. - Charpentiera Vieill. - Hitoa Nadeaud - Pancheria Montrouz. - Panchezia B.D. Jacks. | - Patabea Aubl. - Schetti Adans. - Siderodendrum Schreb. - Sideroxyloides Jacq. - Thouarsiora Homolle ex Arenes |

## Principais espécies
- Ixora abyssinica
- Ixora accedens
- Ixora aciculiflora
- Ixora ackeringae
- Ixora acuminata
- Ixora albersii K.Schum.
- Ixora beckleri Benth.
- Ixora brevipedunculata Fosberg
- Ixora calycina Thwaites
- Ixora coccinea L.
- Ixora elongata B.Heyne ex G.Don
- Ixora foliosa Hiern
- Ixora johnsonii Hook.f.
- Ixora jucunda Thwaites
- Ixora lawsonii Gamble
- Ixora malabarica (Dennst.) Mabb.
- Ixora marquesensis F.Br.
- Ixora moorensis (Nadeaud) Fosberg
- Ixora nigerica Keay
- Ixora nigricans R.Br. ex Wight & Arn.
- Ixora ooumuensis J.Florence
- Ixora pavetta
- Ixora pudica Baker
- Ixora raiateensis J.W.Moore
- Ixora raivavaensis Fosberg
- Ixora saulierei Gamble
- Ixora setchellii Fosberg
- Ixora st.-johnii Fosberg
- Ixora stokesii F.Br.
- Ixora temehaniensis J.W.Moore
- Ixora umbellata Valeton ex Koord. & Valeton
- Ixora chinensis  Lam.

## Classificação do gênero
| Sistema | Classificação                      | Referência               |
| ------- | ---------------------------------- | ------------------------ |
| Linné   | Classe Tetrandria, ordem Monogynia | Species plantarum (1753) |